# Эмпириомонизм
«Эмпириомонизм» («Эмпиріомонизмъ») — фундаментальная философская работа Александра Богданова, опубликованная им в 1906 году в Санкт-Петербурге. Книга представляет собой попытку синтеза марксизма и позитивизма. Подверглась резкой критике соратников автора (Ленин и Плеханов) за ревизионизм и субъективный идеализм.

## Содержание
Богданов определяет современность как «век критики», начавшийся с эпохи Возрождения. Суть критики в «великом освободительном движении человеческого духа» от фетишей и «догматического мышления». Эта критика неразрывно связана с прогрессом. В философии Богданов опирается на эмпириокритицизм как на «современную форму позитивизма», не противопоставляя его, однако, материализму и марксизму. Единственной данностью человека является опыт, а смысл познания в «приспособлении» к действительности и систематизации опыта. Опыт имеет две области: физическую (внешнюю) и психическую (внутреннюю). 
Однако этот дуализм (двойственность) опыта Богданов желает преодолеть в монизме. Первый шаг к преодолению двойственности опыта он усматривает в признании зависимости психического мира от физической нервной системы. Второй — в коллективном характере опыта, который исключает случайность индивидуальных восприятий. На примере абстрактных пространства и времени он доказывает, что априорные формы являются формами опыта и образуются в процессе взаимодействия человека и мира. Условием формирования объективности (или общезначимости) является «общение с другими людьми», то есть «социальный опыт». Таким образом, физический мир является результатом социально организованного психического опыта. Однако достижению «монистического миросозерцания» препятствует раздробленность общества на классы и антагонизм между ними. Монизм опыта имел место в «первобытном обществе» и будет иметь место при коммунизме. Однако на путях интеграции опыта встречаются такие тупики как эллинизм и филистерство, которые грешат эклектизмом. Поэтому истину Богданов рассматривает как идеологическую форму организации опыта. Идеология может как тормозить прогресс («феодально-католическая культура Испании нового времени»), так и форсировать его. Идеологические формы обеспечивают реализацию техническим формам (взаимодействию человека с природой).

## Исследования
- Капустина Д. М. Эмпириомонизм А. А. Богданова: историко-философский анализ — М., 2012 (автореферат кандидатской диссертации по специальности 09.00.03 — История философии)